# Jindřich z Lipé
Jindřich z Lipé (1275? – 26. srpna 1329 Brno) byl český šlechtic ze starobylého rodu pánů z Lipé, jedné větve Ronovců, která se nazývala podle hradu Lipý (v dnešní České Lípě). Za vlády Jana Lucemburského dosáhl významného postavení a stal se životním partnerem ovdovělé české královny Elišky Rejčky.

## Původ a počátky vzestupu
Pocházel z rodové větve Ronovců, jejímž prapředkem byl Častolov ze Žitavy. Dle tradice byl Jindřichovým otcem Častolovův nejmladší syn Chval z Lipé, podle novějších poznatků jím byl spíše Chvalův syn Čeněk z Lipé. Jindřich měl (pravděpodobně staršího) bratra Čeňka, který se psal z Ojvína: společně odešli kolem roku 1296 do Prahy ke královskému dvoru.
Jindřich zahájil svou kariéru ve službách předposledního přemyslovského krále Václava II. Před rokem 1303 sloužil v Polsku pod vedením královského hejtmana  Tasa z Vízmburka a jako zásluhu za tuto vojenskou službu získal poprvé Žitavu. Záhy ji spolu s přízní krále ztratil, zřejmě kvůli souboji jeho družiny během turnaje pořádaného králem Václavem II. právě v Žitavě. Vyznamenal se v roce 1304 za vpádu  Albrechta Habsburského do Čech, kdy se mu společně s přítelem Janem z Vartenberka podařilo uhájit stříbronosnou Kutnou Horu. Poté začíná jeho vzestup. Asi v roce 1305 znovu získal Žitavu. V roce 1306, po vymření Přemyslovců a útěku Jindřicha Korutanského ze země, již patřil mezi významné představitele české šlechty, kteří uzavřeli dohodu s Albrechtem o nástupu jeho syna Rudolfa na český trůn.

Po smrti Rudolfa Habsburského se českým králem stal znovu Jindřich Korutanský, který si získal většinu české šlechty, avšak zaplatil za to tím, že se stal víceméně loutkou v rukou nejmocnějších šlechticů. Jindřich z Lipé, který v roce 1307 znovu úspěšně bránil Kutnou Horu před vojsky Albrechta Habsburského, získal brzy poté dva z nejvýznamnějších zemských úřadů - stal se v roce 1308 nejvyšším maršálkem a podkomořím. Slabé vlády a nerozhodnosti krále využíval i Jindřich k získávání různých výhod pro sebe a své příznivce.

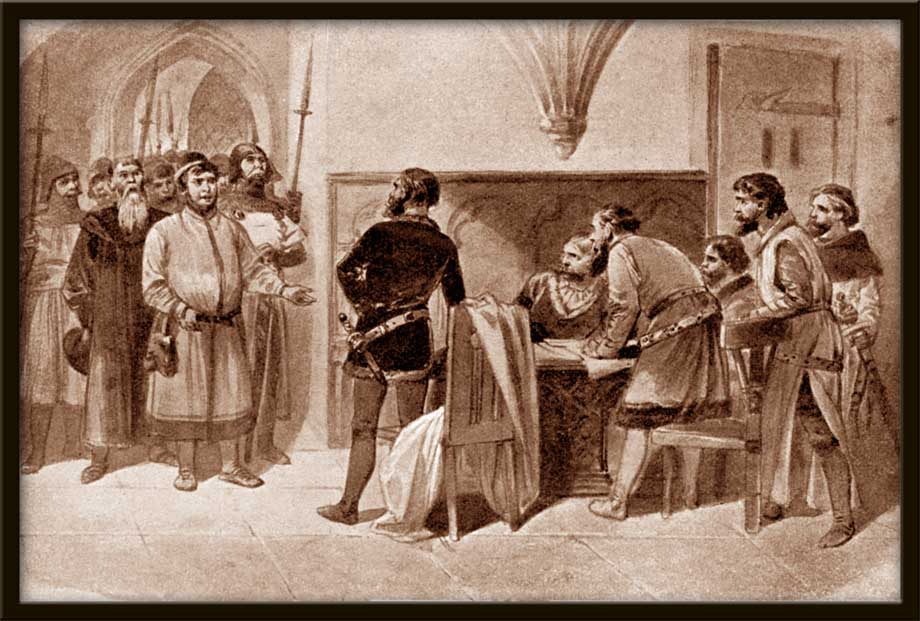
Zajetí pánů českých v klášteře Sedleckém (E. Zillich)

Mocenský vzestup šlechty však vyvolal akci bohatnoucího městského patriciátu. Počátkem roku 1309 byli Jindřich z Lipé spolu s Janem z Vartenberka a Janem z Klingenberka v sedleckém klášteře přepadeni Ruthartovci a Peregrinem Pušem s několika tisíci lidmi ve zbrani a následně uvězněni. Král proti očekávání měšťanů do sporu nezasáhl. Po uzavření dohody byli zajatci po třech měsících propuštěni. Jednou z podmínek bylo, že Jindřich z Lipé provdá svou dceru (snad Kláru) za Mikuláše Rutharta. Jindřich ovšem slib nedodržel a naopak pomohl jiné skupině měšťanů ovládnout Prahu a Kutnou Horu, odkud byli Ruthartovci a další vyhnáni.
Král však zřejmě zaujal podezření, že se Jindřich ve své funkci podkomořího obohacuje, a nařídil prověřit jeho hospodaření. Vyúčtování ukázalo že má Jindřich naopak pohledávky u královské komory. Přesto se Jindřich k protikorutanské opozici, která začala hledat nového krále, připojil až později. Účastnil se bojů o Prahu, kam si Jindřich Korutanský pozval na pomoc posily z Korutan a Míšně, po příchodu Jana Lucemburského do země se zapojil do neúspěšných bojů o Kutnou Horu, kde byl i raněn.

## První muž království

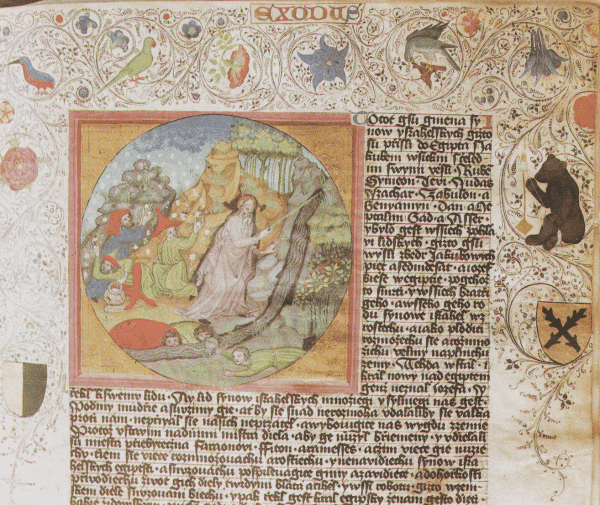
Ronovské ostrve v Žaltáři Alžběty Rejčky

Jan Lucemburský po nástupu na trůn roku 1310 Jindřicha potvrdil ve funkci podkomořího a nejvyššího maršálka, ale už roku 1311 jej podkomořské funkce zbavil ve prospěch Waltera z Castellu. Obsazení zemských funkcí cizozemci vzbudilo nelibost české šlechty, takže v dubnu 1315 král úřad podkomořího Jindřichovi vrátil. Jindřich poté vedl královo vojsko proti Matúši Čákovi, který škodil na východní Moravě. Tažení bylo zpočátku úspěšné, avšak při dobývání Holíče zabránila české porážce jen Jindřichova statečnost a akce skončila uzavřením míru. V říjnu téhož roku král neočekávaně nařídil Jindřicha zatknout a uvěznit na hradě Týřově. Byl obviněn ze spiknutí proti králi. Snad to bylo z popudu královny Elišky Přemyslovny, která velmi nelibě nesla, že se Jindřich v té době sblížil s královnou vdovou Eliškou Rejčkou, ale příčinou mohlo být i to, že Jindřich z výtěžku urbury přednostně uspokojoval šlechtické věřitele a méně odváděl samému králi.

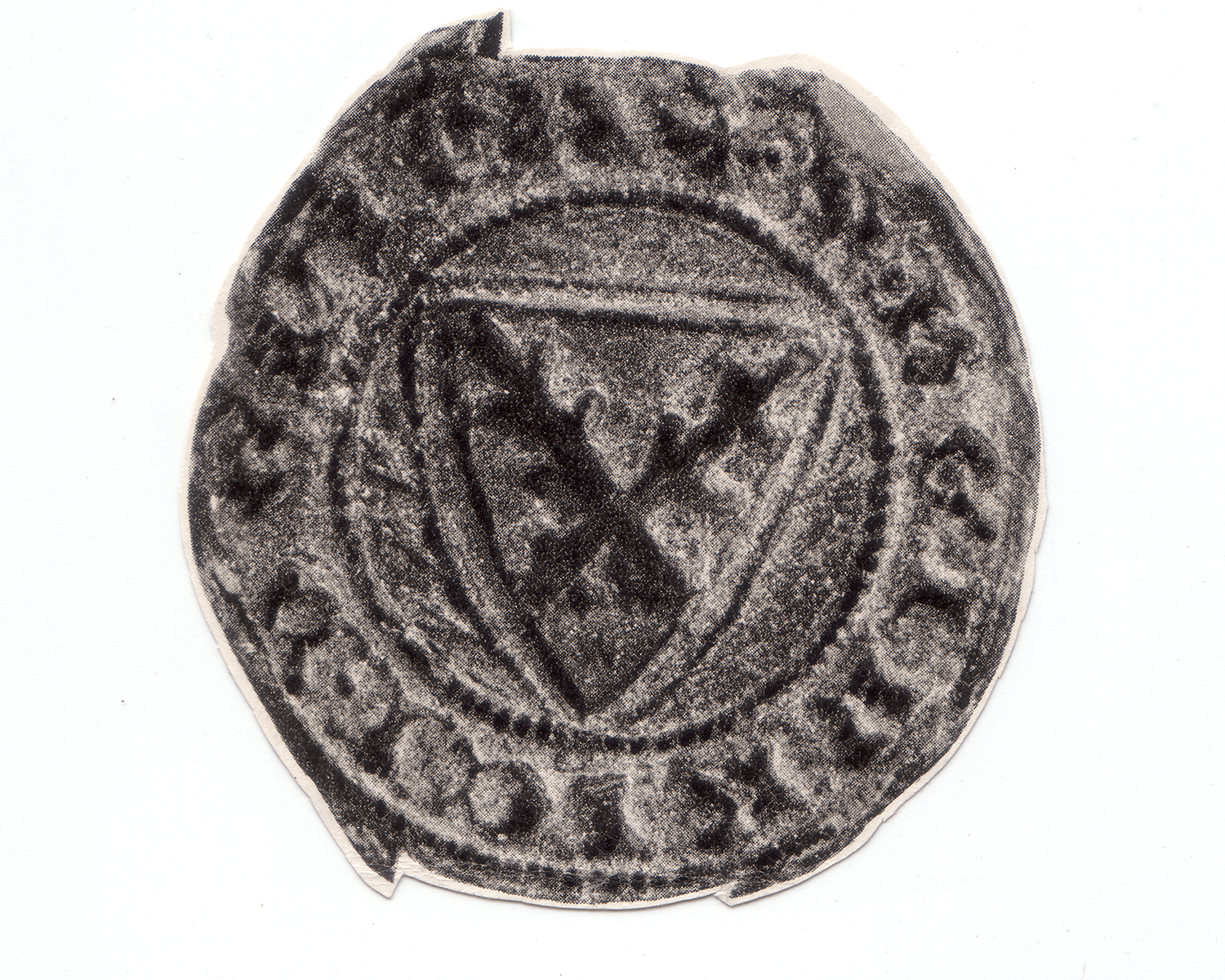
Pečeť Jindřicha z Lipé (rok 1316)

Na stranu Jindřicha z Lipé se postavila velká část šlechty vedená Ronovci i královna vdova, a tak byl v dubnu 1316 po půlročním věznění propuštěn. Jan Lucemburský brzy po uzavření smíru opustil zemi a vládu svěřil mohučskému arcibiskupovi. Když ten rezignoval, vládu převzala královna a domácí válka se rozhořela znovu. Stály proti sobě dvě šlechtické skupiny: v čele skupiny podporující královnu stál Vilém Zajíc z Valdeka, v čele druhé Jindřich z Lipé. Eliška přivolala manžela, který si na pomoc proti odbojné šlechtě pozval německé žoldnéře. Domácí šlechta se v důsledku toho sjednotila, králi pohrozila, že nedojde-li k dohodě, nahradí ho jiným panovníkem, a skutečně z Jindřichovy iniciativy vyjednávala s Fridrichem Sličným. Smír byl sjednán až v dubnu roku 1318 v Domažlicích za pomoci Ludvíka Bavora. Podmínky byly jednoznačně příznivé pro české pány. Jindřichovi byl vrácen podkomořský úřad, Vilém Zajíc dostal úřad nejvyššího maršálka.
Jindřich si postupně získal královu důvěru a dovedl si ho k sobě připoutat. Jan měl dobré vztahy nejen s ním, ale i s jeho milenkou Eliškou Rejčkou (Jindřich byl stále ženatý se Scholastikou). Naopak tím utrpělo manželství Jana a Elišky Přemyslovny. Byl to možná právě Jindřich, kdo králi naznačoval, že se Eliška snaží ve prospěch syna připravit Jana o trůn. Jan pak přepadl manželku na Lokti, kam se se synem uchýlila, malého Václava jí odebral a vypověděl ji na Mělník. Vilém Zajíc, který královnu podporoval, byl zbaven úřadu a maršálkem se stal opět Jindřich z Lipé. Tento úřad se pak stal v rodě pánů z Lipé dědičným.

Než král Jan opět odjel ze země, pověřil Jindřicha z Lipé správou země po dobu své nepřítomnosti. Jmenoval ho také moravským zemským hejtmanem. Tuto funkci zastával Jindřich od roku 1321 až do své smrti. Využil možnosti vyměnit s králem své statky v Čechách za statky na Moravě a přesídlil do Brna, kam se v té době odstěhovala Eliška Rejčka. Zde si zřídili vlastní dvůr. Jindřich dokonce do Brna svolával šlechtická sněmovní a soudní shromáždění, což bylo jinak pouze právo královo. Král mu zachoval svou přízeň, v roce 1321 ho jmenoval říšským maršálkem a v dalších letech pověřoval správou země obvykle Jindřichova syna nebo někoho z jeho přátel.
Jindřich z Lipé zemřel ve věku přibližně šedesáti let.
| „                     | ... v den svatého Rufa mučedníka, zemřel v Brně muž urozený a statečný, Jindřich starší, řečený z Lipé, o němž se často děje zmínka v předcházejícím vypravování, protože byl bohatstvím, mocí a světskou slávou nejvíce nad ostatní pány povýšen. Pro jeho smrt tolik plakala a žalostila královna Alžběta, zvaná Hradecká, že to budilo úžas všech, kdož viděli její nářek. A protože se nechtěla od něho odloučiti jak v životě, tak i v smrti, ustanovila, aby bylo jeho tělo s úctou pochováno v klášteře jejího nového založení. | “ |
| — Zbraslavská kronika | |   |

O několik let později byla v klášterním kostele Nanebevzetí Panny Marie na Starém Brně pochována i sama Rejčka. Eliška Rejčka je pochována před hlavním oltářem, Jindřich z Lipé je pochován v boční, jižní lodi kostela.

## Rodina a majetek

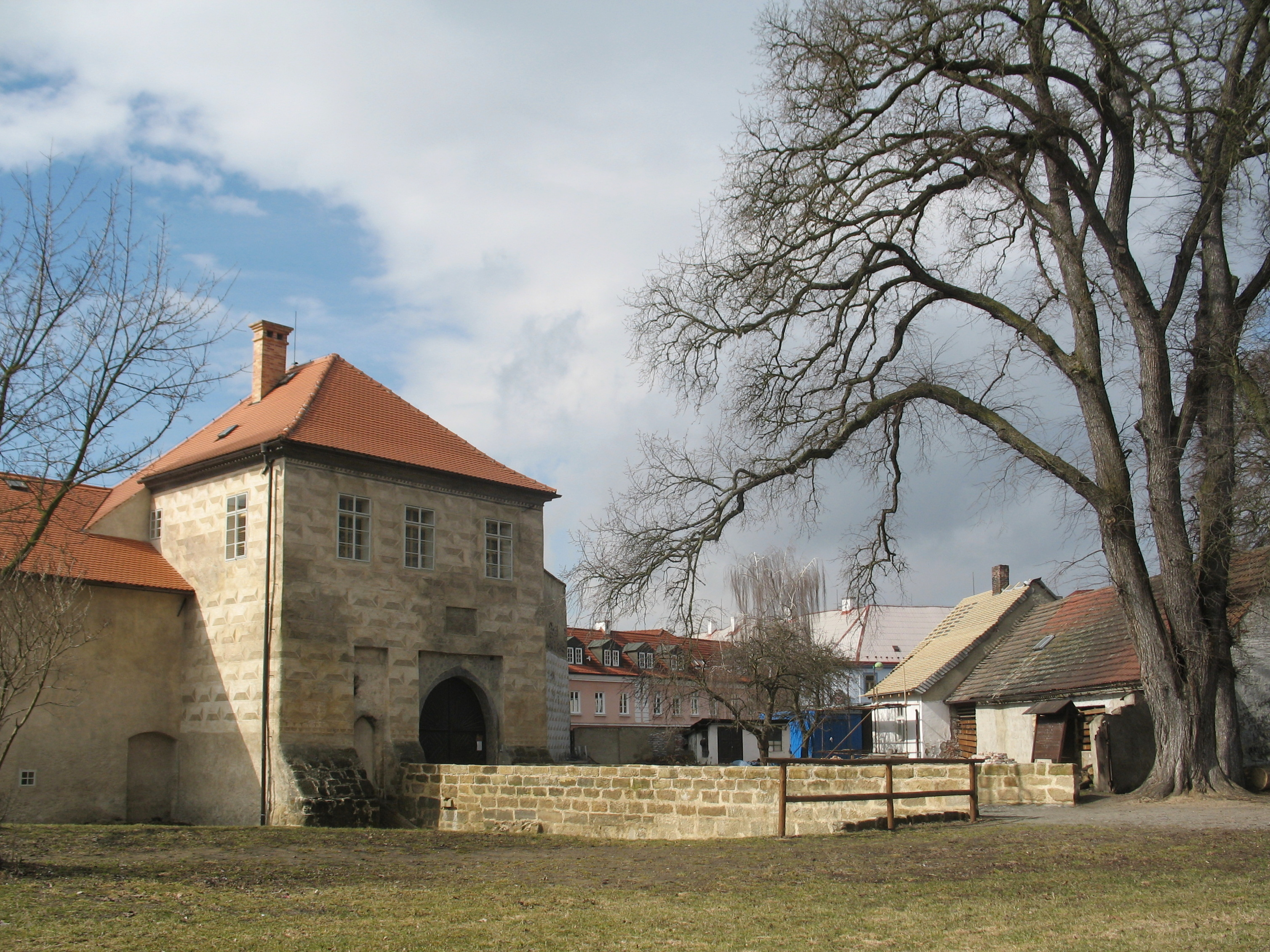
Hrad Lipý v České Lípě

Ještě před svou cestou za slávou a majetkem se Jindřich (zřejmě okolo roku 1295) oženil se Scholastikou, pravděpodobně pocházející z rodu pánů z Kamence. Měli postupně čtyři syny, Jindřicha, Jana, Pertolda a Čeňka, a snad tři dcery. Synové se později také pohybovali ve vysoké politice a dosáhli významných funkcí, jen Pertold se věnoval církevní kariéře. Dvě Jindřichovy dcery vstoupily do kláštera (Markéta do Marienthalu, Kateřina do starobrněnského kláštera P. Marie, založeného Eliškou Rejčkou, kde se později stala abatyší). Třetí dcera Klára byla provdána za Jana z Klingenberka  podruhé se provdala za Jana I. z Kravař.
Jindřich z Lipé patřil k nejbohatším velmožům své doby. Jeho rodové statky byly v severních Čechách (Česká Lípa s hradem Lipý, Krásný Buk) a na Žitavsku. Od Jana Lucemburského dostal nejprve do zástavy město a hrad Tachov, později, snad před rokem 1315, získal od krále jako odúmrť po vymření pánů z Obřan (vedlejší větve pánů z Kunštátu) Moravský Krumlov, Obřany, Nové Město na Moravě s okolím, Střílky a Koryčany. Z majetku zrušeného řádu templářů koupil statek Čejkovice.
V roce 1319 Jindřich vyměnil Žitavu, hrady Ronov (Rohnau) v Polsku, Ojvín a Krásný Buk s králem Janem Lucemburským za statky na Moravě. Listiny dokládají, že šlo o několik vesnic poblíž Moravského Krumlova a Uherského Hradiště, dále polovinu Německého Brodu s přilehlými stříbrnými doly na Mittelbergu a hrad Lipnici. V témže roce prodal Jindřich Českou Lípu i s okolím svému bratranci Hynkovi Berkovi z Dubé (kupní smlouva hrad Lipý v soupisu zboží neuvádí; je možné, že se o tehdy dřevěný hrad nestaral a pojil jej s ním jen používaný přídomek jména). V dalších letech Jindřich své východočeské a jihomoravské statky dále rozšiřoval a zaokrouhloval, získal např. Humpolec. V roce 1323 se vzdal Tachova výměnou za panství Vranov a městečko Jevíčko.

## Hodnocení
Jindřich z Lipé byl mimořádná osobnost s velkou ctižádostí a mnoha schopnostmi. Byl velmi dobrý taktik a diplomat, dokázal využívat svých známostí a získávat na svou stranu i bývalé protivníky. K dosažení moci a bohatství však někdy používal z dnešního hlediska odsouzeníhodné prostředky a metody. Hájil vždy zájmy své a svého rodu, ale měl také výrazný podíl na mocenské emancipaci české šlechty jako stavu.